# Копа, Эва
Моника Эва Копа Мурга (исп. Mónica Eva Copa Murga; род. 3 января 1987, Эль-Альто, Боливия) — боливийская политическая деятельница левого толка, занимавшая пост председателя Сената Боливии с 14 ноября 2019 года по 3 ноября 2020 года и избранная градоначальницей Эль-Альто на региональных выборах 2021 года. По профессии социальная работница.

## Биография
Эва Копа была предпоследней дочерью из 7 детей в семье ремесленников родом из Пукарани. Семья Копа сначала эмигрировала из сельской местности в Ла-Пас в 1980-х годах, а затем переехала жить в город Эль-Альто.
Несмотря на это, Эва Копа часть своего детства и юности провела в районе Пасанкери, принадлежащем 4-му округу макрорайона Котахума города Ла-Пас. Там она проучилась с 1993 года, закончив в 2005 году школу им. Луиса Эспиналя Кампса.
Она продолжила свое профессиональное обучение и, поскольку из-за ограниченных финансовых ресурсов не могла поступить в Высший университет Сан-Андреса (UMSA), пошла учиться в Государственный университет Эль-Альто (UPEA), который окончила в 2011 году по специальности «социальная работа».
Уже во время учёбы в университете выбилась в лидеры студенческого движения: начав как делегат от своего курса, стала руководить студенческим центром, а затем избрана на должность генерального секретаря Местной федерации университетов (FUL) города Эль-Альто.
Она также стала известна как «политическая активистка, защищающая права молодежи и женщин из Эль-Альто», в том числе в платформах для социализации и повышения осведомленности о правах и гарантиях женщин.
Таким образом, она ещё в 27-летнем возрасте вошла в политическую жизнь страны, когда как член правившей политической партии «Движение к социализму» была избрана в Сенат на выборах 2014 года. Она является сенатором от департамента Ла-Пас с января 2015 года.
В разгар политического кризиса 2019 года, под давлением силовиков повлёкшего отставку высокопоставленных должностных лиц от Движения за социализм, начиная с президента страны Эво Моралеса и заканчивая президентом сената Адрианы Сальватьерры, Копа заняла пост последней. Она продолжала возглавлять Сенат после прихода к власти в качестве временного президента её политической противницы Жанин Аньес, выступая как одна из главных критиков той. После выборов 2020 года Эва Копа закрыла предыдущую серию Сената 3 ноября 2020 года, передав полномочия Андронико Родригесу.
Эва Копа считалась предполагаемым кандидатом от Движения за социализм на выборах мэра Эль-Альто во время регионального избирательного цикла 2021 года. Несмотря на это, а также поддержку местной общественности, руководство партии выдвинуло Закариаса Макеру. Однако Копа всё же выставила свою кандидатуру как представительница группы Jallalla во главе с Фелипе Киспе. В итоге, 30 декабря 2020 года Движение за социализм исключило Копу из своих рядов; впрочем, она сама заявила, что всегда будет левой, а партия МАС «останется в её сердце».